# Cyr
Cyr är det elfte studioalbumet av det amerikanska alternativ rock-bandet The Smashing Pumpkins, utgivet den 27 november 2020 på Sumerian Records. Det producerades av gruppens frontfigur Billy Corgan och föregicks av 10 singlar med låtar från albumet. Albumet visar upp en syntpop-driven stil som ett resultat av Corgans strävan efter ett mer nutida sound under inspelningsprocessen.

## Låtlista
Alla låtar är skrivna och komponerade av Billy Corgan. 
| Nr           | Titel                            | Längd |
| ------------ | -------------------------------- | ----- |
| 1.           | The Colour of Love               | 4:23  |
| 2.           | Confessions of a Dopamine Addict | 3:13  |
| 3.           | Cyr                              | 4:03  |
| 4.           | Dulcet in E                      | 3:21  |
| 5.           | Wrath                            | 3:45  |
| 6.           | Ramona                           | 3:48  |
| 7.           | Anno Satana                      | 3:49  |
| 8.           | Birch Grove                      | 3:16  |
| 9.           | Wyttch                           | 3:43  |
| 10.          | Starrcraft                       | 4:10  |
| 11.          | Purple Blood                     | 3:19  |
| 12.          | Save Your Tears                  | 3:31  |
| 13.          | Telegenix                        | 3:23  |
| 14.          | Black Forest, Black Hills        | 4:42  |
| 15.          | Adrennalynne                     | 3:42  |
| 16.          | Haunted                          | 3:11  |
| 17.          | The Hidden Sun                   | 3:24  |
| 18.          | Schaudenfreud                    | 3:02  |
| 19.          | Tyger, Tyger                     | 2:49  |
| 20.          | Minerva                          | 3:32  |
| Total längd: | Total längd:                     | 72:06 |

## Medverkande
The Smashing Pumpkins
- Billy Corgan – sång, gitarr, bas, synthesizers, produktion, mixning
- James Iha – gitarr
- Jeff Schroeder – gitarr
- Jimmy Chamberlin – trummor

Övriga musiker
- Katie Cole – bakgrundssång
- Sierra Swan – bakgrundssång

Produktion
- Tnsn Dvsn – design, art direction
- Howie Weinberg – mastering, inspelning
- David Schiffman – mixning
- Dan Burns – inspelning
- David Spreng – inspelning
- Tony Buchen – inspelning
- Nikola Dokic – inspelning

Information från albumets häfte.